# Brunbuget amazilie
Brunbuget amazilie (latin: Amazilia yucatanensis) er en kolibriart, der lever ved Mexicos østlige kyst.